# 南十字座λ
南十字座λ，又名CP-58 4584，HD 112078、SAO 240368、HR 4897，是南十字座的一颗恒星，视星等为4.62，位于銀經303.35，銀緯3.72，其B1900.0坐标为赤經12h 48m 42.7s，赤緯-58° 3.72′ 12″。